# Craniophora divisa
Craniophora divisa là một loài bướm đêm trong họ Noctuidae.